# Поляны (Юго-Западный административный округ)
Поля́ны — бывшая деревня, вошедшая в состав Москвы в 1984 году. Территория деревни входит в состав района Южное Бутово Юго-Западного административного округа.

## География
Находилась на территории исторического района Бутово в районе нынешних улиц Скобелевская, Изюмская и Южнобутовская.

## Происхождение названия
Предположительно, деревня возникла на свободных от леса участках — полянах, отчего и получила своё название.

## История
Известна с 1620-х годов.
Дети обучались сначала в переполненной Бутовской школе № 1, в которой в 16-ти кабинетах располагались 33 класса. Позднее школу снесли и на её месте в 1957 году была построена школа № 1161.
В деревне имелся Полянский пруд, в котором была сделана тарзанка, плот и батискаф, который после затонул. Рядом с прудом находился памятник, который был перенесён на территорию школы № 1161.

### В составе Москвы
В 1984 году деревня вошла в состав Москвы, в этот момент в ней проживало 240 человек. В 1993—1994 годах снесена. В это время появилась одноимённая улица. 27 декабря 2003 года на месте деревни была построена станция метро «Улица Скобелевская» Бутовской линии.
Название деревни сохранилось в названиях:
- улица Поляны[6],
- строящийся жилой комплекс «Столичные Поляны»[7].